# International Rally Zlatni 1993
Rajd Bułgarii 1993 (24. International Rally Zlatni) – 24. edycja rajdu samochodowego Rajd Bułgarii rozgrywanego w Bułgarii. Rozgrywany był od 8 do 9 maja 1993 roku. Była to dwunasta runda Rajdowych Mistrzostw Europy w roku 1993 (rajd miał najwyższy współczynnik – 20) oraz pierwsza runda Rajdowych Mistrzostw Bułgarii.

## Klasyfikacja rajdu
| Miejsce                          | Kierowca                     | Pilot                        | Samochód                     | Czas                         | Strata                       |                              |
| Klasyfikacja generalna i ERC     | Klasyfikacja generalna i ERC | Klasyfikacja generalna i ERC | Klasyfikacja generalna i ERC | Klasyfikacja generalna i ERC | Klasyfikacja generalna i ERC | Klasyfikacja generalna i ERC |
| -------------------------------- | ---------------------------- | ---------------------------- | ---------------------------- | ---------------------------- | ---------------------------- | ---------------------------- |
| 1.                               | Pierre-César Baroni          | Hervé Sauvage                | Lancia Delta HF Integrale    | 3:20:17                      | 0.0                          |                              |
| 2.                               | Georgi Petrow                | Ivan Tonev                   | Volkswagen Golf GTi 16V      | 3:32:49                      | +12:32                       |                              |
| 3.                               | Hermann Gassner sen.         | Harald Brock                 | Mitsubishi Galant VR-4       | 3:35:21                      | +15:04                       |                              |
| 4.                               | Pavel Jekov                  | Stefan Cholakov              | Ford Escort RS Cosworth      | 3:36:43                      | +16:26                       |                              |
| 5.                               | Evgeniy Vasin                | Yevgeniy Kalachev            | Opel Corsa A GSi             | 3:41:05                      | +20:48                       |                              |
| 6.                               | Gérard Capré                 | Jean-Alexandre Iannalfo      | Nissan Sunny GTI-R           | 3:44:11                      | +15:58                       |                              |
| 7.                               | Aleksandr Potapov            | Safoniy Lotko                | AZLK 2141 Aleko-Rally        | 3:53:07                      | +32:50                       |                              |
| 8.                               | Svetlozar Radkov             | Valentin Bonev               | Lada Samara 21083            | 3:56:03                      | +35:46                       |                              |
| 9.                               | Dancho Ivanov                | Ilia Boyadzhiev              | Lada VAZ 21074               | 3:56:14                      | +35:57                       |                              |
| 10.                              | Alyosha Markov               | Krassimir Milanov            | Lada VAZ 21074               | 3:58:36                      | +38:19                       |                              |
| Klasyfikacja mistrzostw Bułgarii |                              |                              |                              |                              |                              |                              |
| 1.                               | Georgi Petrow                | Ivan Tonev                   | Volkswagen Golf GTi 16V      | 3:32:49                      | 0.0                          |                              |
| 2.                               | Pavel Jekov                  | Stefan Cholakov              | Ford Escort RS Cosworth      | 3:36:43                      | +3:54                        |                              |
| 3.                               | Svetlozar Radkov             | Valentin Bonev               | Lada Samara 21083            | 3:56:03                      | +23:14                       |                              |
| 4.                               | Dancho Ivanov                | Ilia Boyadzhiev              | Lada VAZ 21074               | 3:56:14                      | +23:25                       |                              |
| 5.                               | Alyosha Markov               | Krassimir Milanov            | Lada VAZ 21074               | 3:58:36                      | +25:47                       |                              |